# Gancho (música)
Um gancho (do inglês: hook) é uma ideia musical, geralmente um pequeno riff, trecho ou frase, que é usada na música popular para fazer a canção ser "cativante" e para "chamar a atenção do ouvinte". O termo se aplica em geral à música popular, especialmente ao rock, ao hip hop, ao pop e a dance music. Nesses gêneros, o gancho é geralmente encontrado, ou consiste, do refrão. Um gancho pode ser, em geral, melódico ou rítmico, e geralmente incorpora o motivo principal da obra musical.